# توماس كونينغهام
توماس كونينغهام (بالإنجليزية: Thomas Cunningham)‏ هو سياسي أمريكي، ولد في 1852، وتوفي في 1941. حزبياً، نشط في الحزب الديمقراطي. وقد انتخب عضو جمعية ولاية ويسكونسن.